# Prva hrvatska malonogometna liga za žene
Prva hrvatska malonogometna liga za žene je malonogometno natjecanje po futsal pravilima za ženske klubove u Hrvatskoj u organizaciji Hrvatskog nogometnog saveza. 

Liga je osnovana 2015. godine, a igra se kroz turnire.

## Sudionici

### Sezona 2019./20.
- Alumnus SC Flegar, Zagreb - Sesvete
- Dubrovnik, Dubrovnik
- Graničar, Đurđevac
- MC Plus, Stupnik - Sveta Nedelja
- Meteora Futsal, Zagreb - Pisarovina
- Mirlović Zagora, Mirlović Zagora
- Siscia, Sisak
- Super Chicks, Poličnik
- Vinkovci, Vinkovci

### Bivši sudionici
- Ombla, Dubrovnik
- Osijek, Osijek
- Istra, Pula
- Futsal Fiume, Rijeka
- Rijeka, Rijeka
- Rugvica, Rugvica - Dugo Selo
- Hajduk, Split
- Split Tommy, Split
- Vrbovec, Vrbovec
- Kozakiv, Zagreb
- Uspinjača, Zagreb

## Prvaci i doprvaci
| sez.      | prvak                      | doprvak                    |
| --------- | -------------------------- | -------------------------- |
| 2015./16. | Split Tommy                | Alumnus Zagreb             |
| 2016./17. | MC Plus Stupnik            | Alumnus S.C. Flegar Zagreb |
| 2017./18. | Alumnus S.C. Flegar Zagreb | Split Tommy                |
| 2018./19. | Alumnus S.C. Flegar Zagreb | MC Plus Stupnik            |
| 2019./20. | MC Plus Sveta Nedelja      | Alumnus SC Flegar Sesvete  |

## Unutrašnje poveznice
- Prva hrvatska malonogometna liga
- Hrvatski nogometni savez

## Vanjske poveznice
- crofutsal.com
- HNS, 1. HMNL za žene
- hrfutsal.net  Arhivirana inačica izvorne stranice od 6. rujna 2019. (Wayback Machine)